# Denis Levasseur
Denis Levasseur (Niagara Falls, 3 febbraio 1956) è un attore canadese.
Noto per la sua partecipazione al programma televisivo di scherzi  Just for Laughs Gags.

## Filmografia

### Cinema
- Marie s'en va-t-en ville, regia di Marquise Lepage (1987)
- My Son Is Gay?, regia di Branden Grieder (2012) - cortometraggio

### Serie TV
- Lance et compte III – serie TV, episodi 3x10 (1989)
- Scoop – serie TV, episodi 1x8-1x13 (1992)
- Mais où se cache Carmen Sandiego? Canada – serie TV, episodi 1x1-2x1-3x1 (1994-1996)
- Les Bougon: C'est aussi ça la vie – serie TV, episodi 3x12 (2006)
- Just for Laughs Gags (US Version) – serie TV, episodi 1x1 (2017)
- Just for Laughs Gags – serie TV, 11 episodi (2016-2018)